# The Greatest Love of All
The Greatest Love of All è un brano musicale del 1977 interpretato da George Benson e composto da Michael Masser e Linda Creed. Del brano sono state realizzate numerose cover, tra le quali si segnala quella particolarmente celebre di Whitney Houston, intitolata Greatest Love of All.

## Il brano
Quando la compositrice Linda Creed scrisse il testo, era nel mezzo della sua lotta contro il cancro al seno. Infatti nel brano vengono descritti i sentimenti di chi si trova ad affrontare una malattia terminale e ad essere una giovane madre. Il 10 aprile 1986, a soli 36 anni, Linda Creed perse la sua battaglia contro la malattia, poche settimane prima che The Greatest Love of All raggiungesse il primo posto nelle classifiche statunitensi nella versione di Whitney Houston.
Originariamente interpretato (come The Greatest Love of All) da George Benson quale brano facente parte della colonna sonora del film Io sono il più grande, non ebbe un grande successo. 

## Cover

### Cover di Whitney Houston
Nell'aprile 1986 il brano fu ripreso da Whitney Houston che lo pubblicò sia come singolo, che come brano del suo primo album eponimo, Whitney Houston. Tale versione, intitolata Greatest Love of All, conobbe un notevole successo e diede un grosso contributo al lancio internazionale della cantante statunitense.

### Altre cover
- Del brano ne eseguito una cover Shirley Bassey.
- Esiste una cover della traccia di Pharoah Sanders.
- Luca Laurenti ha inciso una cover del brano nel suo album del 1998 Nudo nel mondo, con un testo in italiano di cui è autore egli stesso.